# Процветкин, Михаил Максимович
Михаил Максимович Процветкин (28 июля 1897 года, дер. Городище, ныне Советский район, Курская область — 5 ноября 1954 года, Рига) — советский военачальник, генерал-майор артиллерии (1940 и 1943 годы).

## Начальная биография
Михаил Максимович Процветкин родился 28 июля 1897 года в деревне Городище ныне Советского района Курской области.

## Военная служба

### Первая мировая и гражданская войны
В мае 1916 года был призван в ряды Русской императорской армии и направлен в 1-ю запасную горную батарею, дислоцированную в Киеве, после окончания учебной команды при которой в июле 1917 года был направлен в 1-ю Туркестанскую артиллерийскую бригаду (Юго-Западный фронт), где был назначен на должность разведчика-наблюдателя. В январе 1918 года был демобилизован из рядов армии в чине младшего фейерверкера.
В сентябре 1918 года был призван в ряды РККА, после чего принимал участие в боевых действиях на Южном фронте против войск под командованием генералов А. И. Деникина и П. Н. Врангеля, а также в Перекопско-Чонгарской операции и освобождении Крыма. Служил на должностях командира орудия артиллерийской школы комсостава Южного фронта, взвода и батареи 1-го лёгкого артиллерийского дивизиона (42-я стрелковая дивизия), командира батареи 1-го дивизиона (3-я стрелковая дивизия) и помощника командира батареи (Латышская стрелковая дивизия). В 1919 году окончил артиллерийскую школу комсостава армий Южного фронта.

### Межвоенное время
После окончания войны служил на должностях командира взвода 2-го легкого артиллерийского дивизиона (52-я стрелковая дивизия), командира 6-й батареи особого назначения, батареи в составе 2-й Донской дивизии особого назначения, батареи гаубичного артиллерийского дивизиона (15-я Сивашская стрелковая дивизия) и батареи 2-го гаубичного дивизиона (15-й артиллерийский полк).
В ноябре 1924 года был направлен на учёбу на курсы усовершенствования командного состава зенитной артиллерии в Севастополе, после окончания которых в 1926 году был направлен в Белорусский военный округ, где служил на должностях командира батареи 36-го артиллерийского дивизиона и 78-го отдельного артиллерийского дивизиона.
В 1930 году был направлен на учёбу в Военно-техническую академию РККА, после окончания которой в 1934 году был направлен в Ленинградский военный округ, где служил на должностях командира 180-го артиллерийского полка, начальника штаба ПВО и начальника артиллерийской группы штаба ПВО Ленинграда.
В мае 1938 года был назначен на должность командира 1-й зенитной артиллерийской бригады, в январе 1939 года — на должность помощника командира, а в июне 1940 года — на должность командира 2-го корпуса ПВО.

### Великая Отечественная война
С началом войны Процветкин находился на прежней должности, однако 9 декабря 1941 года приказом НКО СССР «за слабое руководство частями 2-го корпуса ПВО» был отстранён от занимаемой должности, понижен в воинском звании до полковника и назначен на должность начальника штаба Ростовского дивизионного района ПВО.
12 ноября 1942 года был назначен на должность командующего Ряжско-Тамбовским дивизионным районом ПВО, который занимал территорию шести областей общей площадью 45 тысяч квадратных километров. Дивизионный район оборонял от авиационных ударов крупные станции Тамбов I, Котовск, Мичуринск, Моршанск, Елец, Грязи, Кочетовка, Чугун I и Дон, железнодорожные мосты у этих же городов через реки Воронеж, Дон, Уна и Сосна, а также прикрывали сеть коммуникаций и другие стратегические объекты. С наступлением советских войск изменялись и объекты прикрытия, задачи и границы района, что предопределило и передислокацию управления района ПВО из Тамбова в Елец, а затем в Орёл, а также его преобразование 9 октября 1943 года в Орловский дивизионный район ПВО, а 5 февраля 1944 года — во Львовский корпусной район ПВО. В период с 5 по 24 февраля того же года Процветкин временно исполнял должность командующего данным корпусным районом ПВО.
15 марта 1944 года назначен на должность командира Череповецко-Вологодского дивизионного района ПВО, который в апреле был преобразован в 79-ю дивизию ПВО. После освобождения Карелии и Кировской железной дороги управление дивизии было передислоцировано из Вологды в Петрозаводск. В июле того же года из дивизии была создана противовоздушная оборона города, основных объектов Кировской железной дороги на участке Надвоицы — Паша и южной части Беломорско-Балтийского канала. В октябре того же года по распоряжению командующего Северного фронта ПВО дивизия была включена в состав 1-го корпуса ПВО, а управление дивизии передислоцировано в Резекне.
8 февраля 1945 года был назначен на должность командира 13-го корпуса ПВО, который выполнял задачи противовоздушной обороны объектов, переправ и коммуникаций в полосе 3-го Украинского фронта.

### Послевоенная карьера
После окончания войны находился на прежней должности. Корпус под командованием Процветкина осуществлял противовоздушную оборону Каунаса и объектов на территории Белорусско-Литовского военного округа. В 1946 году корпус был преобразован в 15-ю дивизию ПВО, а сам Процветкин назначен на должность командира этой же дивизии, в октябре 1949 года — на должность командующего Псковско-Новгородским районом ПВО.
Генерал-майор артиллерии Михаил Максимович Процветкин в 1952 году вышел в запас.
Умер 5 ноября 1954 года в Риге. Похоронен на кладбище Райниса.

## Награды
- Орден Ленина;
- Два ордена Красного Знамени;
- Орден Отечественной войны 1 степени;
- Медали.

## Воинские звания
- Комбриг (5 ноября 1939 года);
- Генерал-майор артиллерии (июнь 1940 года);
- Полковник (9 декабря 1941 года);
- Генерал-майор артиллерии (1 сентября 1943 года).